# Contea di Union (Florida)
La contea di Union (in inglese Union County) è una contea della Florida, negli Stati Uniti. Il suo capoluogo amministrativo è Lake Butler

## Geografia fisica
La contea ha un'area di 647 km² di cui il 3,77% è coperta d'acqua. È la più piccola contea del nord della Florida e confina con:
- Contea di Baker - nord
- Contea di Alachua - sud
- Contea di Bradford - sud
- Contea di Columbia - ovest

## Storia
La Contea di Union venne creata nel 1921 e fu nominata così semplicemente per onorare il concetto di "Unione". Nella contea si trova l'Union Correctional Institution, un carcere di massima sicurezza dove vengono ospitati anche molti condannati a morte. La camera per l'esecuzione si trova invece nella vicina Florida State Prison.

## Città principali
- Lake Butler
- Raiford
- Worthington Springs

## Politica
| Anno | Repubblicani | Democratici | Altri |
| ---- | ------------ | ----------- | ----- |
| 2004 | 72,6%        | 26,8%       | 0,6%  |
| 2000 | 61%          | 36,8%       | 2,2%  |
| 1996 | 47,3%        | 40,1%       | 1,7%  |
| 1992 | 43,3%        | 34,9%       | 21,8% |
| 1988 | 70%          | 29,4%       | 0,6%  |